# Meister von Faenza
Als Meister von Faenza (it. Maestro di Faenza) wird ein namentlich nicht bekannter mittelalterlicher Maler bezeichnet, der um 1280 in der Region Emilia-Romagna in Oberitalien tätig war. Der Meister ist nach einigen seiner Gemälde benannt,  die sich heute dort in der Pinacoteca Comunale von Faenza befinden.  Der Meister ist ein Zeitgenosse von Cimabue; im Vergleich zeigt sich, dass der Meister von Faenza  in seinem Malstil noch dem traditionellen Formalismus der byzantinischen Kunst folgt.
Das Werk Meister von Faenza ist ein bedeutendes Beispiel für das Verständnis der Kunstentwicklung in der Emilia-Romagna, wo sich im Vergleich zur Gegend um etwa Florenz oder Rimini erst etwas später die Frührenaissance und ihre Ablösung einer formelhaften Darstellung durch lebendigere Darstellung der Figuren und Objekte abzeichnet.  Diese ersten Anzeichen solcher Ablösung  in der Region finden sich so erst beispielsweise bei dem ebenfalls aus der Emilia-Romagna stammenden Meister von Forli, der eventuell ein Schüler des Meister von Faenza war.
Einige wenige Werke können dem Meister von Faenza zugeschrieben werden:
- Kreuzigung und Abstieg in das Reich des Todes, Pinacoteca Comunale di Faenza
- Geburt Christi, Pinacoteca Nazionale Bologna
- Kreuzabnahme, Pinacoteca Nazionale Bologna
- Beweinung Christi, Pinacoteca Nazionale Bologna